# فاحش (روستا)
فاحش (در عربی:  الفَاحَش)
نام روستایی است در دهستان بَنُو فایَش از توابع استان جَوف در کشور یمن در شبه جزیره عربستان.

## جمعیت
جمعیت آن (۱۱۹) نفر (۱۴ خانوار) می‌باشد.